# 변이체
변이체(Variome)는 인간이나 동식물의 유전체 전체의 변이정도의 총체를 말한다. 최근의 유전체 해독 실험결과물의 증가에 따라 많은 양의 변이정보들이 쏟아져 나오고 있으며, 이것을 종합적으로 분석하는 생정보학의 중요한 콘텐츠 중의 하나이다.
2007년 국제적으로 인간변이체 프로젝트가 공식적으로 시작되었다.
한국에선 충북 오송의 바이오단지에 있는 비영리 게놈연구재단인 게놈연구재단에서 변이체 참조표준을 2010년부터 정부로부터 지원을 받아 국가참조표준센터와 공동으로 구축을 해오고 있다. 현재 한국인의 공식 변이체 정보는 2015변 한국인 표준변이체 데이터에서 확인할 수 있다.

## 같이 보기
- 햅맵 프로젝트
- 체학